# Tinodes janssensi
Tinodes janssensi är en nattsländeart som beskrevs av Jacquemart 1957. Tinodes janssensi ingår i släktet Tinodes och familjen tunnelnattsländor. Inga underarter finns listade i Catalogue of Life.